# Barrio México (San Pedro de Macorís)

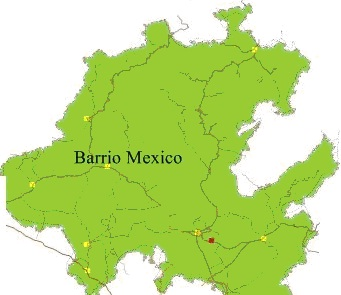
Carta de Barrio México

Barrio México es uno de los sectores más importantes y más poblados de la ciudad de San Pedro de Macorís en la República Dominicana.

## Origen
En sus inicios 1960 este barrio era llamado “La Sabana” pues cerca de la fortaleza lo usaban como campo de aviación; había un sector que lo llamaban “El Palmar”, y que era habitado por los guardias y sus familias.  Las primeras casas se levantaron en el 1961 siendo construidas y habitadas por el señor Benero de los Santos, la señora Marcelina Calderón de los Santos y otros habitantes. 

## Población
De acuerdo a la cartografía urbana de San Pedro de Macorís, suministrada por la Oficina Provincial de Estadísticas de esta ciudad; Barrio México es el sector con mayor extensión territorial en San Pedro de Macorís. Según el octavo censo del 2010 la población está dividida del siguiente modo:
Hombres:     7137 habitantes
Mujeres:     7059 habitantes

## Barrios
Villa Coral, Nuevo México, Evangelina Rodríguez, Los Transformadores y Santa Clara.

## Ubicación geográfica
Barrio México limita al este con la Carretera Mella, Barrio Restauración, Callejón Ortiz, Las Caobas y La Cervecería; al norte con Paraíso San Pedro; al oeste con la prolongación José Rojas, el cementerio de Barrio Blanco, la industria César Iglesias; y al sur con la avenida Francisco Alberto Caamaño Deñó, Placer Bonito y Villa Providencia.

## Economía
La economía de Barrio México es muy diversa, al igual que otros sectores.
Su economía está basada en negocios informales tales como colmados, comedores, frituras, mototaxi.
Existen negocios más formales como compraventas, centros de internet, entre otros.
Es importante señalar que en Barrio México está la terminal de autobús con transporte SPM - Sto. Dgo. ASOTRASAM, una envasadora de gas, una tienda por departamento y una plaza comercial.

## Educación
En el aspecto educativo existen varios colegios, el centro educativo Juan Vicente Moscoso, donde está el Instituto Superior de Formación Docente Salomé Ureña de Henríquez, siendo éste uno de los centros de formación magisterial más importante del país; una escuela inicial y básica que lleva este mismo nombre ubicado al lado de dicho instituto, entre otros.
.

## Salud
Otro privilegio que posee este sector es el Hospital Regional Doctor Antonio Musa, que es el centro de salud pública más importante de San Pedro de Macorís.

## Deporte
Su primera academia de béisbol fue Los Bravos de México, de Héctor Peguero, de la cual salieron varios profesionales del deporte tales como: Sammy Sosa, entre otros.
Después se formaron varias academias, entre las que figuran: Liga Guillén, fundada el 16 de junio de 1992; Liga Yuli Pozo, de 1991; y Liga Víctor Valera de 1993.
La Liga Guillén ha participado en varios eventos nacionales e internacionales, y en países como Puerto Rico, Saint Kitts, San Martín, Venezuela y cuba.
En el año 1997 recibieron la Liga Cubana de 11-12 años la cual jugó en este sector.
También Barrio México ha participado en baloncesto y softball barrial con el nombre de los Bravos de México y club Evangelina Rodríguez de la iglesia el santuario, eventos que los organizan la misma iglesia para alejar a los jóvenes de los vicios.

## Cultura
La cultura de esta comunidad no es nada diferente a las de otras comunidades, ya que cuenta con personas que emigran de otros lugares con el fin de mejorar su situación económica.
Este sector cuenta con 5 juntas de vecinos las cuales están divididas en diferentes partes del sector, éstas tienen como objetivo luchar por el desarrollo y crecimiento del mismo.
Estas juntas de vecinos y con la ayuda de algunas autoridades de San Pedro de Macorís han podido mejorar las condiciones de vida de los moradores de la comunidad, ya que han conseguido construir una biblioteca virtual al servicio de la comunidad, restaurar algunas calles y construir centros de primeros auxilios.

## Actividades
Existen algunos centros culturales que enseñan a los niños diferentes actividades como son: el batón valle (este es un baile de niñas), música, guitarra, piano, acordeón, entre otros.
Barrio México es el sector que cuenta con más iglesias de diferentes religiones, y en algunas de ellas se realizan actividades culturales para jóvenes y adultos.
Entre las actividades que son realizadas están: las charlas familiares, y sobre todo charlas para orientar a los jóvenes; cursos  de manualidades; cursos de verano y sala de tareas.

## Monumentos Históricos
Entre los monumentos del Barrio México tenemos la fortaleza Pedro Santana, ésta fue fundada en el año 1924 en el gobierno de Horacio Vásquez. La misma está dividida en dos cárceles, cárcel vieja y cárcel nueva.
Otro monumento es una casa muy antigua que lleva por nombre EL CASON DE LOS LOCOS así le llaman los habitantes de la barriada, ya que en su interior habitaban personas de bajos recursos y marginadas. Este casón no tiene una fecha exacta pero según se cuenta, éste existe desde la época de Trujillo, el cual el exmandatario utilizaba como cautiverio para algunas personas bajo sus órdenes.

## Recursos naturales
La flora de este sector es bastante verdosa y abundante, ya que tanto en las calles como en cada vivienda existen árboles de diferentes tipos, y hasta se cosechan de algunos de ellos, para usos alimenticios.

### Fauna
En este sector existen lagunas, estanques, pozos y zanjas que están en condiciones no aceptables para la sociedad y el medio ambiente. Existen algunos pozos tubulares que fueron instalados por el ayuntamiento municipal con el objetivo de saturar todas las aguas negras estancadas en las calles.
- Datos: Q5720666